# Cis seriatulus
Cis seriatulus là một loài bọ cánh cứng trong họ Ciidae. Loài này được Kiesenwetter miêu tả khoa học năm 1879.